# Cantó de Sèishas
El cantó de Sèishas és un cantó francès del departament d'Òlt i Garona, situat al districte de Marmanda. Té 15 municipis i el cap és Sèishas.

## Municipis
- Cambas
- Castèlnau de Gupie
- Caubon e Sant Salvador
- Escassefort
- La Capèla
- Lagupie
- Levinhac de Guiana
- Monteton
- Montinhac e Topineria
- Puèimiclan
- Sant Avit
- Sant Bertomiu d'Agenés
- Sant Giraud
- Sant Pèire de Dròt
- Sèishas

## Història
| Data d'elecció                           | Identitat      | Partit | Qualitat |
| ---------------------------------------- | -------------- | ------ | -------- |
| 1970-1976                                | Henry Sabatier | MRG    |          |
| 1976-2001                                | André Vidal    | PS     |          |
| 2001-                                    | Pierre Camani  | PS     |          |
| les dades anteriors no són pas conegudes |                |        |          |
|                                          |                |        |          |

## Demografia
| 1962  | 1968  | 1975  | 1982  | 1990  | 1999  | 2006  |
| ----- | ----- | ----- | ----- | ----- | ----- | ----- |
| 5.624 | 6.017 | 5.639 | 5.542 | 5.787 | 5.591 | 5.921 |